# FIVB Beach Volley World Tour 2013
Navigation
Édition précédente Édition suivante
Le FIVB Beach Volleyball World Tour 2013 est la vingt-septième édition du FIVB Beach Volley World Tour, le circuit professionnel mondial de beach-volley sous l'égide de la Fédération internationale de volley-ball.
Le World Tour messieurs est remporté par la paire lettonne Jānis Šmēdiņš-Aleksandrs Samoilovs et le circuit dames est gagné par la paire brésilienne Talita Antunes da Rocha-Taiana Lima.

## Règlement
Les tournois de l'édition 2013 sont classés en deux catégories et ils comportent un nombre de points et une dotation propres à chacune. Le tableau ci-dessous présente simplement le top 4.
| #    | « Championnats du monde » | « Championnats du monde » | « Grand Chelem » | « Grand Chelem » |
| #    | Points                    | Dotation ($)              | Points           | Dotation ($)     |
| 1ers | 1000                      | 60000                     | 800              | 33000            |
| 2es  | 900                       | 45000                     | 720              | 22000            |
| 3es  | 800                       | 35000                     | 640              | 16500            |
| 4es  | 700                       | 28000                     | 560              | 12900            |

## Calendrier

### Messieurs
| Date              | Nom et lieu du tournoi                                | Vainqueurs           | Finalistes           |           |
| 30 avril au 4 mai | Shanghai Grand Slam, Shanghai                         | Gibb-Patterson       | Pedro-Bruno          | résultats |
| 22 au 26 mai      | Corrientes Grand Slam, Corrientes                     | Šmēdiņš-Samoilovs    | Gibb-Patterson       | résultats |
| 11 au 16 juin     | The Hague Open, La Haye                               | Pedro-Bruno          | Šmēdiņš-Samoilovs    | résultats |
| 18 au 23 juin     | Rome Grand Slam, Rome                                 | Dalhausser-Rosenthal | Šmēdiņš-Samoilovs    | résultats |
| 2 au 7 juillet    | Championnats du monde de beach-volley, Stare Jabłonki | Brouwer-Meeuwsen     | Ricardo-Álvaro Filho | résultats |
| 9 au 14 juillet   | Gstaad Grand Slam, Gstaad                             | Ricardo-Álvaro Filho | Pedro-Bruno          | résultats |
| 24 au 28 juillet  | Long Beach Grand Slam, Long Beach                     | Dalhausser-Rosenthal | Herrera-Gavira       | résultats |
| 7 au 11 août      | Berlin Grand Slam, Berlin                             | Vitor Felipe-Evandro | Semenov-Krasilnikov  | résultats |
| 21 au 25 août     | Moscow Grand Slam, Moscou                             | Šmēdiņš-Samoilovs    | Emanuel-Evandro      | résultats |
| 8 au 13 octobre   | São Paulo Grand Slam, São Paulo                       | Pedro-Bruno          | Dalhausser-Jennings  | résultats |
| 22 au 26 octobre  | Xiamen Grand Slam, Xiamen                             | Alison-Vitor Felipe  | Brouwer-Meeuwsen     | résultats |

### Dames
| Date             | Nom et lieu du tournoi                                | Vainqueurs           | Finalistes                |           |
| 1 au 5 mai       | Shanghai Grand Slam, Shanghai                         | Talita-Lima          | Schwaiger D.-Schwaiger S. | résultats |
| 22 au 26 mai     | Corrientes Grand Slam, Corrientes                     | Meppelink-van Gestel | Agatha-Antonelli          | résultats |
| 11 au 16 juin    | The Hague Open, La Haye                               | Talita-Lima          | Maria Clara-Carol         | résultats |
| 18 au 23 juin    | Rome Grand Slam, Rome                                 | Talita-Lima          | Ross-Kessy                | résultats |
| 1 au 6 juillet   | Championnats du monde de beach-volley, Stare Jabłonki | Xue-Zhang Xi         | Borger-Büthe              | résultats |
| 9 au 14 juillet  | Gstaad Grand Slam, Gstaad                             | Xue-Zhang Xi         | Lili-Seixas               | résultats |
| 23 au 27 juillet | Long Beach Grand Slam, Long Beach                     | Talita-Lima          | Maria Clara-Carol         | résultats |
| 7 au 11 août     | Berlin Grand Slam, Berlin                             | Talita-Lima          | Holtwick-Semmler          | résultats |
| 21 au 25 août    | Moscow Grand Slam, Moscou                             | Maria Clara-Carol    | Ludwig-Walkenhorst        | résultats |
| 8 au 13 octobre  | São Paulo Grand Slam, São Paulo                       | Walsh-Ross           | Ludwig-Walkenhorst        | résultats |
| 23 au 27 octobre | Xiamen Grand Slam, Xiamen                             | Walsh-Ross           | Talita-Lima               | résultats |

## Classement

### Messieurs
| Classement | Noms                               | Points |
| ---------- | ---------------------------------- | ------ |
| 1          | Jānis Šmēdiņš-Aleksandrs Samoilovs | 7490   |
| 2          | Pedro Solberg-Bruno Schmidt        | 7140   |
| 3          | Paolo Nicolai-Daniele Lupo         | 5940   |
| 4          | Alexander Brouwer-Robert Meeuwsen  | 5930   |
| 5          | Ricardo Santos-Álvaro Morais Filho | 5730   |

### Dames
| Classement | Noms                                                | Points |
| ---------- | --------------------------------------------------- | ------ |
| 1          | Talita Antunes da Rocha-Taiana Lima                 | 7210   |
| 2          | Maria Clara Salgado Rufino-Carolina Solberg Salgado | 6500   |
| 3          | Katrin Holtwick-Ilka Semmler                        | 6474   |
| 4          | Laura Ludwig-Kira Walkenhorst                       | 6092   |
| 5          | Maria Antonelli-Agatha Bednarczuk                   | 6090   |